# هروس آوانسیان
هروس آوانسیان (انگلیسی: Heros Avanesian) داور ارمنی‌تبار بسکتبال اهل ایران است. وی سمت ریاست کمیته داوران بسکتبال آسیا را برعهده داشت.

## زندگی‌نامه
آوانسیان تجربه حضور در تیم ملی جوانان ایران را نیز دارد وی از سال ۱۳۷۰ به جرگه داوران بسکتبال ایران پیوست. آوانسیان پله‌های ترقی را پیمود و به مدرک بین‌المللی دست یافت. در کارنامه قضاوت‌های آوانسیان، حضور در بازی‌های المپیک پکن ۲۰۰۸، دو دوره مسابقات قهرمانی جهان در جام جهانی بسکتبال ۲۰۰۶ در ژاپن و جام جهانی بسکتبال ۲۰۱۰ در ترکیه، قضاوت در مسابقات جام جهانی زیر ۲۳ سال در آرژانتین و بسکتبال قهرمانی باشگاه‌های آسیا به چشم می‌خورد.
هروس آوانسیان که در لیگ برتر بسکتبال ایران در سال ۱۳۸۳ عنوان داور برتر را به خود اختصاص داد